# Filmographie de Bugs Bunny
 (août 2025).
Voici la filmographie complète de Bugs Bunny, listant tous les films où il est apparu depuis 1940, ainsi que ses prototypes d'auparavant. La filmographie comprend les courts, moyens et longs-métrages. Les séries dérivées y figurent également (mais sans le détail des épisodes). Les dates affichées sont celles de leur sortie officielle aux États-Unis, sauf indication contraire.

## Historique
Bugs Bunny est apparu officiellement au cinéma dans la série Merrie Melodies le 27 juillet 1940 avec le cartoon Un chasseur sachant chasser (A Wild Hare). À partir de 1944, il est utilisé alternativement dans cette série et la précédente série Looney Tunes, et ce jusqu'au 18 juillet 1964 avec la sortie du cartoon Le Club du lapin (False Hare). Cette période dite « classique » est pratiquement celle de « l'âge d'or » de l'animation aux États-Unis (environ de 1928 à 1965). Le personnage de Bugs Bunny poursuit sa carrière à la télévision avec des émissions spéciales regroupant la rediffusion de plusieurs de ses précédents courts-métrages, plus quelques inédits fabriqués spécialement par DePatie-Freleng Enterprises pour la Warner, ceci jusqu'en 1990. De 1990 à 2005, de nouveaux cartoons (une dizaine) sont créés pour le cinéma, mais ils sont le plus souvent réservés à la diffusion télévisée ou sortent en DVD. Parallèlement, Bugs apparaît en invité dans le long métrage Qui veut la peau de Roger Rabbit (1988), puis avec toute la bande des principaux personnages des Looney Tunes dans Space Jam (1996) ainsi que dans Les Looney Tunes passent à l'action (2003). Il est utilisé brièvement dans le film Justice League: The New Frontier (2008). Depuis les années 1990, des séries télévisées dérivées reprennent le personnage sous un autre aspect : d'abord dans les séries produites par Steven Spielberg : Les Tiny Toons (1990), et furtivement dans Animaniacs (1993), puis à la décennie suivante : Bugs bébé avec Baby Looney Tunes (2002), Bugs en anime futuriste avec Les Loonatics (2005), Bugs en sitcom avec le Looney Tunes Show (2011) et enfin Bugs revenant à la comédie classique dans Bugs ! Une Production Looney Tunes.
Actuellement, la voix française de Bugs Bunny est Gérard Surugue.
Un titre suivi d'un astérisque (*) indique que le film original est réputé faire partie du domaine public.

## Années 1930: les lapins expérimentaux

### 1938
- Porky et le Lapin malin (Porky's Hare Hunt) (avec un lapin blanc, embryon de Bugs Bunny)

### 1939
- Mystère et Boules de poils (Prest-O Change-O)* (avec un lapin blanc, embryon de Bugs Bunny)
- Drôle de chasse (Hare-um Scare-um) (avec « Bugs' Bunny », prototype de Bugs Bunny)

## Années 1940

### 1940
- Elmer, apprenti photographe (Elmer's Candid Camera) (avec le prototype de Bugs Bunny)
- Un chasseur sachant chasser (A Wild Hare), (Première apparition du lapin en tant que Bugs Bunny)
- Patient Porky (idem) (Courte apparition du prototype de Bugs Bunny)

### 1941
- Le Lapin d'Elmer (Elmer's Pet Rabbit) (avec Bugs Bunny proche de son prototype. Est considéré néanmoins comme un film avec Bugs Bunny)
- La tortue bat le lièvre (Tortoise Beats Hare)
- Hiawatha chasse le lapin (Hiawatha's Rabbit Hunt)
- Une vie de lapin  (The Heckling Hare)
- All This and Rabbit Stew * (Censuré aux États-Unis depuis 1968 - dans le domaine public depuis 1969)
- Un coin paisible (Wabbit Twouble)

### 1942
- Tortue et le Lapin (Crazy cruise)
- Un lapin pour le dîner (The Wabbit Who Came to Supper)*
- Any Bonds Today? * (court-métrage (90s) de propagande de guerre)
- Bugs Bunny et le chasseur d'or (The Wacky Wabbit)*
- Le Bouffon de la jungle (Hold the Lion, Please)
- Bébé Busard s'en va chasser (Bugs Bunny Gets the Boid)
- Fresh Hare*
- La Traque hypnotique (The Hare-Brained Hypnotist)
- Bugs Bunny et le Magicien (Case of the Missing Hare)*

### 1943
- Le Lièvre et la Tortue (Tortoise Wins by a Hare)
- Super-Lapin (Super-Rabbit)
- Bugs Bunny et le haricot magique (Jack-Wabbit and the Beanstalk)
- Wackiki Wabbit* (idem)
- Porky à l'hôtel (Porky Pig's Feat)* (caméo)
- Le Rendez-vous des mélomanes (A Corny Concerto)*
- Lapin et lutin (Falling Hare)*

### 1944
- Un Chaperon rouge pot de colle (Little Red Riding Rabbit)
- Bugs Bunny à Hollywood (What's Cookin' Doc?)
- Bugs Bunny et les Trois Ours (Bugs Bunny and the Three Bears)
- Bugs Bunny fait la nique aux Nippons (Bugs Bunny Nips the Nips)
- Gas (film)  cameo de Bugs Bunny
- Un air marin (Hare Ribbin')
- Lapin chasseur (Hare Force) (avec le chien Sylvestre)
- Le Chevalier ardent (Buckaroo Bugs)
- Rattrapé par le passé (The Old Grey Hare)
- L'Entrée des artistes (Stage Door Cartoon)

### 1945
- C'est le bouquet ! (Odor-able Kitty) (caméo)
- Herr Meets Hare
- Le Lapin intrépide (The Unruly Hare)
- Hare Trigger
- Empaillé ? Moi jamais ! (Hare Conditioned)
- La Lapinomalose  (Hare Tonic)

### 1946
- Le Match de baseball (Baseball Bugs)
- L'Élixir d'Elmer (Hare Remover)
- Dîner de monstres (Hair-Raising Hare)
- L'Acrobate (Acrobatty Bunny)
- Bugs la mitraille (Racketeer Rabbit)
- Le Contrat (The Big Snooze)
- Rhapsodie à quatre mains (Rhapsody Rabbit)

### 1947
- Les carottes sont cuites (The Goofy Gophers) (caméo)
- Que le meilleur perde (Rabbit Transit)
- Un lapin à Manhattan (A Hare Grows in Manhattan)
- Un volontaire pour les œufs de Pâques ? (Easter Yeggs)
- Ruse de lapin (Slick Hare)

### 1948
- Le Singe d'une nuit d'été (Gorilla My Dreams)
- A Feather in His Hare
- Un lapin qui a du punch (Rabbit Punch)
- Les Révoltés du Bunny (Buccaneer Bunny)
- Poker d'as pour Bugs Bunny (Bugs Bunny Rides Again)
- Voyage organisé (Haredevil Hare)
- Lapin de labo (Hot Cross Bunny)
- Chaud lapin (Hare Splitter)
- La Lampe d'Aladin (A-Lad-In His Lamp)
- Docteur en kilt et Mister Bunny (My Bunny Lies Over the Sea)

### 1949
- Le spectacle va commencer (Hare Do)
- En descendant le Mississipi (Mississippi Hare)
- Le Rebelle (Rebel Rabbit)
- Saute qui peut ! (High Diving Hare)
- La Tragédie du bonheur (Bowery Bugs)
- Bugs Bunny casse-noisettes (Long-Haired Hare)
- Bugs Bunny entre en lice (Knights Must Fall)
- La Truffe des Héros (The Grey Hounded Hare)
- Un lapin dans le vent (The Windblown Hare)
- Escapade polaire (Frigid Hare)
- Which Is Witch
- Bugs Bunny et Robin des bois (Rabbit Hood)

## Années 1950

### 1950
- Dompteur de gorilles (Hurdy-Gurdy Hare)
- La Révolte de Bunny (Mutiny on the Bunny)
- Sans terrier fixe (Homeless Hare)
- Le lapin est en prison (Big House Bunny)
- Un lapin à succès (What's Up Doc?)
- Le Petit Pingouin (8 Ball Bunny)
- Venez guincher chez Bunny (Hillbilly Hare)
- À la guerre comme à la guerre (Bunker Hill Bunny)
- Escapade australienne (Bushy Hare)
- Le Clapier de Séville (Rabbit of Seville)

### 1951
- Bugs Bunny met les voiles (Hare We Go)
- Lundi jour du lapin (Rabbit Every Monday)
- Champion de catch  (Bunny Hugged)
- Un partage équitable (The Fair-Haired Hare)
- La lapinomalose ou Chassé-croisé  (Rabbit Fire)
- Lapin à la française (French Rarebit)
- Un incroyable lapin (His Hare Raising Tale)
- À vote bon cœur  (Ballot Box Bunny)
- Bugs Bunny fait son cirque (Big Top Bunny)

### 1952
- Opération lapin (Operation: Rabbit)
- L'Or du pirate (14 Carrot Rabbit)
- Tableau de chasse par Auguste Renard (Foxy by Proxy)
- Le docteur abuse (Water, Water Every Hare)
- Et ça repart ! (The Hasty Hare)
- Gisement de carottes (Oily Hare)
- Conflit de canard (Rabbit Seasoning)
- Un puma bien frappé  (Rabbit's Kin)
- Baptême de l'air (Hare Lift)

### 1953
- Lièvre de marche (Forward March Hare)
- Faut savoir ce qu'on veut (Duck Amuck) (caméo)
- Upswept Hare
- Lapin sauce sudiste (Southern Fried Rabbit)
- La Guerre des Galands (Hare Trimmed)
- Bunny toréador (Bully for Bugs)
- Le Lapin bûcheron (Lumber Jack-Rabbit)
- Qui va à la chasse ? (Duck! Rabbit! Duck!)
- Bobo robot  (Robot Rabbit)

### 1954
- Le Feu aux poudres (Captain Hareblower)
- Bugsy et les Bandits (Bugs and Thugs)
- Des autoroutes et des tours et détours (No Parking Hare)
- Le Diable au corps (Devil May Hare)
- Bunny ensorcelé (Bewitched Bunny)
- Bugs rappelle l'Histoire (Yankee Doodle Bugs)
- Bébé la terreur (Baby Buggy Bunny)

### 1955
- Bunny et le haricot magique (Beanstalk Bunny)
- Bugs Bunny au Sahara (Sahara Hare)
- Le Lièvre débusqué (Hare Brush)
- Lapin traceur (Rabbit Rampage)
- Une vie sans histoire (This is a Life?)
- Docteur Bunny et mister Bugs (Hyde and Hare)
- Quel cauchemar ! (Knight-Mare Hare)
- Bugs Bunny dans l'arène (Roman Legion-Hare)

### 1956
- Bugs travaille du chapeau (Bugs' Bonnets)
- Carottes et malédiction  (Broom-Stick Bunny)
- Gros poisson crusoé (Rabbitson Crusoe)
- Le Lapin et l'Empereur (Napeoleon Bunny-Part)
- Lapin impair et passe (Barbary-Coast Bunny)
- Le train des affamés (Half-Fare Hare)
- Une étoile haineuse (A Star Is Bored)
- Un Lapin cabot (Wideo Wabbit)
- Rien ne sert de courir après un lapin (To Hare is Human)

### 1957
- Ali Baba Bunny (idem)
- Voyage en Tasmanie (Bedevilled Bunny)
- Alpinisme et billevesées (Piker's Peak)
- Quel opéra, docteur ? (What's Opera, Doc?)
- Bugsy et Mugsy (Bugsy and Mugsy)
- Daffy Duck superstar (Show Biz Bugs)
- Roméo lapin (Romeo Rabbit)

### 1958
- Le Loup écervelé (Hare-Less Wolf)
- La Guéguerre des étoiles (Hare-Way to the Stars)
- Promenons-nous dans les bois (Now, Hare This)
- Les Peureux Chevaliers de la Table ronde (Knighty Knight Bugs) (Oscar du meilleur court-métrage d'animation)
- Le Lapin pré-histérique (Pre-Hysterical Hare)

### 1959
- Bunny chef d'orchestre (Baton Bunny)
- Une nuit chez le sultan (Hare-abian Nights)
- Le Singe d'une nuit d'été (Apes of Wrath)

Remarque : même nom français que Gorilla My Dreams (1948).
Il partage avec Apes of Wrath la même idée de scénario, bien que Gorilla My Dreams soit différent dans les gags.
- Un trou perdu (Backwoods Bunny)
- La Dure Loi de l’Ouest (Wild and Woolly Hare)
- De l'or au nord (Bonanza Bunny)
- La Sorcière et le Lapin (A Witch's Tangled Hare)
- La Bête à concours (People Are Bunny)

## Années 1960

### 1960
- Horse Hare
- Bugs ! (Person to Bunny)
- Un lapin hors norme (Rabbit's Feat)
- L'héritage pose un lapin (From Heir to Hare)
- Le Pirate de l'hyper-espace (Lighter Than Hare)

### 1961
- Un lapin pour le yéti (The Abominable Snow Rabbit)
- Guerre de voisinage (Compressed Hare)
- Prince Violent

### 1962
- Attention barrage (Wet Hare)
- Lapin à la diable (Bill of Hare)
- Un Festin de roi (Shishkabugs)

### 1963
- Que le diable m'emporte (Devil's Feud Cake)
- Le Lapin à l'oseille (The Million Hare)
- Un lapin dans le désert (Hare-Breadth Hurry)
- Les Indescriptibles (The Unmentionnables)
- Attention à la Mars ! (Mad as Mars Hare)
- Un appel de Transylvanie (Transylvania 6-5000)

### 1964
- Sacrée patrouille (Dumb Patrol)
- Le Coup du Lapin (Dr. Devil and Mr. Hare)
- Le Défi de Daffy (The Iceman Ducketh)
- Le Club du lapin (False Hare)

## Années 1970
- Bugs Bunny dans les Contes de Noël (Bugs Bunny's Looney Christmas Tales), contenant les trois courts métrages suivants :
  - Le Noël de Bugs Bunny (Bugs Bunny's Christmas Carol) (1979)
  - Freeze Frame (1979)
  - Diable de Père Noël (The Fright Before Christmas) (1979)

## Années 1980
- Spaced Out Bunny (1980)
- Portrait of the Artist as a Young Bunny (1980)
- Qui veut la peau de Roger Rabbit (Who Framed Roger Rabbit) (1988) long métrage cinématographique (brève apparition), voix par Mel Blanc et voix française par Guy Piérauld

Bugs apparaît dans la compilation SOS Daffy Duck (Daffy Duck's Quackbusters) (1988)

## Années 1990
- Billet s'il vous plaît (Box-Office Bunny, 1991) - voix de Jeff Bergman (produit en 1990, sorti en décembre 1990 en Finlande et Colombie)
- (Blooper) Bunny (produit en 1991, sortie en 1997) - voix de Jeff Bergman
- Clip vidéo étendu Yakety Yak, Take It Back (en) (1991) - voix de Jeff Bergman
- Invasion of the Bunny Snatchers (1992) - voix de Jeff Bergman
- Carrotblanca (1995) - voix de Greg Burson
- Tant qu'il y aura des lapins (From Hare to Eternity) (1996) - voix de Greg Burson
- Space Jam (1996) (long métrage cinématographique) - voix de Billy West et voix française de Gérard Surugue

### Séries
- Les Tiny Toons (Tiny Toon Adventures) (1990–1994) - voix par Jeff Bergman
- Taz-Mania (1991) - voix par Jeff Bergman
- Animaniacs (1993-1998) (en invité vedette) - voix par Greg Burson
- Histeria! (1998-2001) (en invité vedette) - voix par Billy West

## Années 2000
- Titi et le Tour du monde en 80 chats (Tweety's High-Flying Adventures) (2000), long métrage direct-to-DVD - voix par Joe Alaskey
- Les Looney Tunes passent à l'action (Looney Tunes: Back in Action) (2003), long métrage cinématographique - voix par Joe Alaskey
- Daffy Duck président (Daffy Duck for President) (2004) - voix par Joe Alaskey
- Le Lapin tire son épingle du jeu (Hare and Loathing in Las Vegas) (2004)  - voix par Billy West
- Justice League: The New Frontier (2008) long métrage direct-to-DVD - voix par Joe Alaskey (caméo)

### Séries avec les avatars de Bugs
- Baby Looney Tunes  (2002-2005) (en Bébé Bugs) - voix par Samuel Vincent et voix française par  Marc Saez
- Les Loonatics (Loonatics Unleashed) (2005-2007) (en Ace Bunny) - voix par Charlie Schlatter et voix française par Yoann Sover

## Années 2010
- Looney Tunes : Cours, lapin, cours (Looney Tunes: Rabbits Run) (2015) : film sorti directement en DVD.
- série Looney Tunes Show (The Looney Tunes Show) (2011-2013) (nouvelle apparence de Bugs et de ses acolytes)
- série Bugs ! Une Production Looney Tunes (Wabbit: A Looney Tunes Prod.) (2015-2020) (retour à la comédie)

## Années 2020
- série Looney Tunes Cartoons  (2020-actuel)
- 2021 : Space Jam 2 de Malcolm D. Lee